# Diplomesodon pulchellum
Diplomesodon pulchellum é uma espécie de insetívoro da família Soricidae. Pode ser encontrado no Cazaquistão, Turcomenistão, Uzbequistão, e Rússia. É a única espécie do gênero Diplomesodon.